# Waddamana
Waddamana is een plaats in de Australische deelstaat Tasmanië en telt 5 inwoners.